# 小口彦太
小口 彦太（こぐち ひこた、1947年1月8日 - ）は、日本の法学者。早稲田大学名誉教授、中国人民大学法学院名誉客座教授。法学博士（早稲田大学、2004年）。専門は中国刑事法、中国民法。2016年4月から2024年3月まで江戸川大学学長を務めた。

## 経歴
長崎県川棚町出身。長崎県立長崎東高等学校を経て、1969年に早稲田大学第一法学部を卒業後、1971年同大学大学院法学研究科修士課程修了、1974年同博士課程満期退学。
1969年に早稲田大学法学部副手となり、1971年助手、1974年専任講師、1976年助教授、1981年教授。1981年から1982年までハーバード・ロー・スクール東アジア法研究プログラム訪問研究員。研究・教育のほか大学運営にも携わり、教務部長、国際部長、常任理事などを歴任し、2016年に定年退職。2009年から学校法人江戸川学園の理事を務め、2016年4月江戸川大学学長に就任した。

## 職歴
- 1998年11月 - 早稲田大学教務部長（ - 2002年11月）
- 2002年11月 - 同大学理事（ - 2005年11月）
- 2003年06月 - 同大学国際部長（ - 2005年11月）
- 2005年11月 - 同大学常任理事（ - 2006年11月）
- 2007年04月 - 早稲田渋谷シンガポール校校長（ - 2016年3月）
- 2009年09月 - 学校法人江戸川学園理事（現任）
- 2010年04月 - 早稲田大学アジア研究機構長（ - 2015年3月）
- 2016年04月 - 江戸川大学学長（現任）

## 著書

### 単著
- 『法学講義教材』（第2版）成文堂、1993年。ISBN 978-4792302146。
- 『中国法講義教材』成文堂、1997年。ISBN 978-4792390617。
- 『現代中国の裁判と法』成文堂、2003年。ISBN 978-4792303563。
- 『徹底図解 中国がわかる本』（第2版）扶桑社、2008年。ISBN 978-4594056940。
- 『伝統中国の法制度』成文堂、2012年。ISBN 978-4792332952。

### 共著
- 小口彦太、田中信行、木間正道、国谷知史『中国法入門』三省堂、1991年。ISBN 978-4385313108。
- 仁井田陞 著、池田温編 編『唐令拾遺補』東京大学出版会、1997年。ISBN 978-4130361095。
- 小口彦太、周光権、北川佳世子、陳興良、高橋則夫、梁根林、伹見亮、松澤伸 著、早稲田大学孔子学院編著 編『日中刑法論壇』早稲田大学出版部、2009年。ISBN 978-4657097033。
- 小口彦太、陳聡富、梁慧星、大塚直、崔建遠、円谷峻、尹田、滝沢聿代『日中民法論壇』早稲田大学出版部、2010年。ISBN 978-4657102157。
- 田中信行編 編『最新中国ビジネス法の理論と実務』弘文堂、2011年。ISBN 978-4335355134。
- 小口彦太、田中信行『現代中国法』成文堂、2012年。ISBN 978-4792332990。

### 共編著
- 胡錦光、韓大元 著、小口彦太、趙秉志編 編『中国憲法の理論と実際』成文堂、1996年。ISBN 978-4792302528。
- 小口彦太、趙秉志編 編『中国行政法の理論と実際』成文堂、1998年。ISBN 978-4792302870。
- 鄭成思 著、小口彦太、趙秉志編 編『中国知的所有権法の理論と実際』成文堂、1998年。ISBN 978-4792331351。
- 曽憲義、小口彦太編 編『中国の政治―開かれた社会主義への道程』早稲田大学出版部、2002年。ISBN 978-4657023070。
- 程栄斌、甄貞、王新清 著、小口彦太、趙秉志編 編『中国刑事訴訟法の理論と実際』成文堂、2003年。ISBN 978-4792316150。

## 論文
- CiNii>小口彦太